# Felix von Kraus (sångare)
Felix von Kraus, född den 3 oktober 1870 i Wien, död den 30 oktober 1937, var en tysk sångare (basbaryton).
von Kraus blev filosofie doktor i Wien 1894, utbildade på egen hand sin röst och har vunnit mycket anseende som oratoriesångare samt genom sitt uttrycksfulla föredrag av Franz Schuberts, Johannes Brahms och Hugo Wolfs sånger. von Kraus medverkade från 1899 vid Wagnerfestspelen i Bayreuth som Hagen, Gurnemanz, Titurel, Lantgreven och Marke. Han blev 1905 österrikisk kammarsångare och 1908 lärare vid konservatoriet i München. Hans hustru, Adrienne von Kraus, född Osborne 1873 i Buffalo, USA, var en uppburen altsångerska.